# Giovanni Pennacchio
Giovanni Pennacchio (Napoli, 1878 – Messina, 1978) è stato un direttore d'orchestra e compositore italiano.

## Biografia
Proveniente dall'esercito, fu per molto tempo, direttore della Biblioteca Bandistica Sonzogno, negli anni immediatamente precedenti la seconda guerra mondiale collabora con la casa Ricordi, scrivendo innumerevoli trascrizioni per banda.
Autore delle opere Enrica e Redenzione, è anche autore del completamento di un'opera di Ruggero Leoncavallo, Edipo re, rappresentato con successo in molti teatri lirici italiani ed esteri.
Dal 1926 al 1950 dirige la banda civica di Catania, memorabili i concerti che teneva al giardino Bellini, le cronache del 1933, riportano la presenza di  15.000 spettatori.
Rimasto vedovo e senza figli, lasciò Catania per trasferirsi prima a Taormina e poi a Messina città in cui morì all'età di cent'anni.

## Opere
- Aquila reale : marcia militare per banda, fanfara e tamburi / di Giovanni Pennacchio/Milano: G. Ricordi & C., ca 1900
- Marte : marcia militare / G. Pennacchio /Milano: G. Ricordi & C., t.s.1900
- Serenata capriccio per tromba / Giovanni Pennacchio /Roma: Ortipe, [19..]
- Birichina! : polka-marcia / G. Pennacchio Milano: G. Ricordi & C., t.s.1903
- Cerve : tre quadri per musica / Gino Civetta; [musica di Giovanni Pennacchio] Ravenna: Tip. lit. ravegnana, 1908
- Dame e cavalieri : valzer / G. Pennacchio /Milano: G. Ricordi & C., t.s.1903
- Eva : mazurka elegamte / G. Pennacchio /Milano: G. Ricordi & C., t.s.1903
- Germania di A. Franchetti : fantasia / composta ed istrumentata da Giovanni Pennacchio maestro capo-musica del 77. Regg.to Fanteria /Milano: G. Ricordi e C, copyr.1903
- Mademoiselle de Belle-Isle [di] Spiro Samara: fantasia / di Giovanni Pennacchio /Milano: Edoardo Sonzogno, c1905
- La castellana : Romanza per soprano. Canto e pianoforte /Firenze: S. Tip., 1924